# Себастиан II фон Зайн
Себастиан II фон Зайн (на немски: Sebastian II von Sayn; * 1520; † 1 януари 1573) е от 1529 до 1573 г. граф на Зайн.
Той е вторият син на граф Йохан VIII (V) фон Зайн (1491 – 1529) и графиня Отилия фон Насау-Саарбрюкен (1492; † 1 март 1554), най-възрастната дъщеря на граф Йохан Лудвиг фон Насау-Саарбрюкен (1472 – 1545) и първата му съпруга пфалцграфиня Елизабет фон Пфалц-Цвайбрюкен (1469 – 1500), дъщеря на пфалцграф и херцог Лудвиг I фон Пфалц-Цвайбрюкен. Брат е на Йохан IX (1518 – 1560) и на Елизабет (1529 – 1549), омъжена 1548 г. за Егинолф фон Раполтщайн (1527 – 1585).
Себастиан II управлява Графството Зайн заедно с брат си Йохан IX и след неговата смърт през 1560 г. заедно с племенника си Херман фон Сайн (1543 – 1588).
Себастиан II не се жени и няма деца. Наследен е през 1573 г. от другия му племенник Хайнрих IV фон Зайн (1539 – 1606) в северната част на графството с резиденция Фройзбург.